# 都家歌六
都家 歌六（みやこや うたろく）は、落語家の名跡。現在は空き名跡。初代のみ、亭号は「都屋」である。
- 3代目都家歌六 - 後∶6代目雷門助六[1]
- 5代目都家歌六 - 後∶8代目翁家さん馬[1]
- 6代目都家歌六 - 後∶4代目三遊亭圓遊[1]

## 初代
この代のみ「都屋歌六」で、本名は畔柳 藤二兵衛。
生没年不詳で『古今東西落語家事典』は『天保頃? ～ 安政頃? 」と記す。
もとは西久保神谷町の御家人で、初め初代都々逸坊扇歌の門で扇我を名乗る。天保6年（1835年）の『噺連中帳』では「都屋歌六」の名で掲載されている。
浮かれぶしなぞなぞ合わせを得意とし、通称は「権中納言」だった。

## 2代目
2代目 都家 歌六（みやこや うたろく、文政8年4月8日（1825年5月25日） - 没年月日不詳）は、幕末から明治にかけての音曲師。死去について『古今東西落語家事典』は「明治? 」と記す。本名は松本 兼吉。通称は「兄ィ」。
最初は2代目柳亭左楽の門で語楽から清我となり、『諸芸人名録』（1875年）にはすでに歌六で見える。明治30年代初め（1900年前後）までの番付に見え、『古今東西落語家事典』は「一説に明治35年（1902年）8月8日横浜新富亭出演中に死亡したというが、やや疑問」としている。

## 4代目
4代目 都家 歌六（みやこや うたろく、1872年4月13日（明治5年）3月6日） - 1926年（大正15年）8月8日）は、明治から大正にかけての落語家。本名は井本 亀之助。
1892年2月、4代目柳亭左楽の門下で柳家栄太郎（栄五郎とも）を名乗る。1896年2月、左若と改名。
1907年（明治40年）ごろ、4代目春風亭柳枝の門下で春風亭楓枝となる。
1917年ごろ、5代目柳亭左楽の門下で歌六になった。晩年は『ここに刈り取る眞紫垣』などと歌いながら踊る改良剣舞で名を売った。
楓枝時代のSPレコード、音曲を多く吹き込んでいる。

## 7代目
7代目 都家 歌六（みやこや うたろく、1894年9月27日 - 没年月日不詳）は、大正から昭和にかけての落語家。没年について『古今東西落語家事典』は「昭和? 」と記す。
最初は初代桂小南の門下で桂南馬を名乗り、のちに桂馬と改名した。その後柳家金語楼の門下で柳家夢路を名乗る。1939年には7代目春風亭柳枝の門下で春風亭喜久枝となるが、短期間で夢路に戻る。1944年に、7代目都家歌六を襲名した。

## 8代目
8代目 都家 歌六（みやこや うたろく、1930年7月25日 - 2018年3月31日）は、愛知県名古屋市出身の落語家であり、ミュージックソー演奏家。本名は真野 良夫。日本のこぎり音楽協会会長を務めた。諸芸懇話会会員。出囃子は『自転車節』。旧制名古屋中学校（現・名古屋中学校・高等学校）卒業。

### 来歴・人物
1951年3月に3代目桂三木助に入門し、桂三多吉を名乗る。1954年10月に二つ目に昇進して「桂木多蔵」に改名した。しかし、1956年5月に4代目三遊亭圓遊の門に移り、「三遊亭万遊」に再度改名した。
1969年10月に真打に昇進し、8代目都家歌六を襲名した。噺家や俳優としてドラマに出演するなどしていたが、真打昇進前後より「のこぎり（ミュージックソー）演奏」を余興として始め、1982年より本業とする。2011年頃より老齢により高座は引退状態だった。2015年7月にお江戸日本橋亭での「笑福亭里光の会 歌六七変化」に出演予定だったが、体調不良により休演している。その後、同年9月には落語芸術協会を退会し、2018年3月31日、老衰により死去した。87歳没。
かつてはハブマーシーに所属していた。

### レコード収集
SPレコードを中心とする落語・演芸関係の古いレコード収集家。長年の成果は、著書『落語レコード八十年史』にまとめられている。
NHKラジオの『ラジオ深夜便』において毎月第4土曜深夜（日曜日）の午前1時台のコーナー「都家歌六の芸能博物館」に出演。解説をつとめ、自らのコレクションを披露した。

### 単著
- 『激写!ポルノ寄席』[要文献特定詳細情報]
- 『落語レコード八十年史』（全2巻）国書刊行会、1987年11月

### 編著他
- 諸芸懇話会・大阪芸能懇話会 共編『古今東西落語家事典』平凡社、1989年4月（諸芸懇話会メンバーとして）
- 『ご存じ古今東西噺家紳士録』（CD-ROM）、エーピーピーカンパニー、2005年2月 ISBN 490144140X
- 『〈SP盤復刻〉芸能全集 明治・大正寄席編』コロムビアミュージックエンタテインメント、2008年8月 ※解説
- 『〈SP盤復刻〉芸能全集 明治・大正・昭和寄席編』コロムビアミュージックエンタテインメント、2008年8月 ※解説
- 『〈SP盤復刻〉芸能全集 漫才編』コロムビアミュージックエンタテインメント、2008年8月 ※解説

### CD
- 都家歌六芸能生活六十周年記念「幻の落語・壁金」（2012.8、日本伝統芸能振興財団）[9]

### テレビドラマ
- 丸出だめ夫（1966年、日本テレビ）
- 特別機動捜査隊 第257話「小さな墓」（1966年、NET / 東映）
- ウルトラマンタロウ 第4話「大海亀怪獣 東京を襲う!」（1973年、TBS）
- 江戸の旋風（フジテレビ）
- 伝七捕物帳 第137話「百叩き一両小判」（1977年、NTV）
- 俺たちの朝 第23話「炊事当番と物置小屋と下着の山」（1977年、日本テレビ / ユニオン映画）
- 雄気堂々 若き日の渋沢栄一（1982年、NHK）
- 右門捕物帖 第8話「高嶺の花おいらん騒動」（1983年、NTV）